# Erich Vio
Erich Giorgio Vio (* 1910 in Fiume, Österreich-Ungarn; † 14. Mai 1999) war  Dichter und Arzt.

## Leben
Vio absolvierte ein Medizinstudium und ging 1937 nach Shanghai. Nach einer Internierung in einem japanischen Lager von 1943 bis 1945, arbeitete er viele Jahre als Chirurg am St. Mary’s Hospital in Hongkong. Er ist der Gründer von dem bis heute existierenden Unternehmen Dr. Vio&Partner. Ab 1974 war er weiterhin praktizierender Mediziner in Taiwan und Südafrika.
Neben seinen ausgeweiteten medizinischen Tätigkeiten war Vio Literat. Er verfasste zahlreiche Gedichte und Schriften, was ihm 1990 die Nominierung für den Literaturnobelpreis einbrachte. Nach seinem Tod schrieb das heute nicht mehr existierende Dr. Erich Vio Institut 2004 zum ersten Mal den Dr. Erich Vio Lesepreis aus.

## Werke
- Kastalische Quelle (Ps. Ivo Reich)
- Afrikanische Gedichte, Lempp-Verlag 1975
- O Leben –du tolles Spiel, Stoedtner, Berlin 1979
- Irrwege der Freiheit, Ellenberg Köln 1978
- Die gesenkte Fackel, Ellenberg Köln 1978
- Airy Nothing, Downlander Eastbourne 1982
- Four Selectedc Poets, Downlander Eastbourne 1984
- The Great Divide, Downlander Eastbourne 1985
- Clarion Call, Downlander Eastbourne  1983
- Far Apart, Downlander Eastbourne 1984
- Reisebilder in Gedichten, Karlsruher Bote 1982
- Ein-Zusammen-Aus-Klang, Boesche Berlin 1985
- Auftrag und Erfüllung, Boesche Berlin 1987
- Klang und Farbenspiel, Lyrikmappe Graz 1983
- Swan Song, Stockwell Devon 1988
- De Senectute, Stockwell Devon 1989
- To Lucretius Carus, Stockwell 1989
- Sahara – ein Wüstenerlebnis (mit Leonie Chaffoy de Courcelles),  Graphikum Mock 1989
- Abschied, Aktuell Verlag 1993